# Torse d'Adèle
Torse d'Adèle est une sculpture réalisée par Auguste Rodin en 1882. Ce plâtre représente Adèle Abruzzesi, une modèle d'origine italienne, cambrée nue sur le sol. Elle est conservée au musée Rodin, à Paris. Ce torse sert également de base pour une des deux figures féminines des Illusions reçues par la Terre.